# Nasif Estéfano
 Nasif Moisés Estéfano  (Concepción, Tucumán, Argentina, 18 de novembre de 1932 - Aimogasta, La Rioja, Argentina, 21 d'octubre de 1973) fou un pilot de curses automobilístiques argentí que va arribar a disputar curses de Fórmula 1.

## A la F1
Va debutar a la primera cursa de la temporada 1960 (l'onzena temporada de la història) del campionat del món de la Fórmula 1, disputant el 7 de febrer del 1960 el GP de l'Argentina al Circuit Oscar Alfredo Gàlvez.
Nasif Estéfano va participar en dues proves puntuables pel campionat de la F1, disputades en dues temporades diferents (1960 - 1962) aconseguint com a millor classificació finalitzar en catorzena posició la primera cursa i no assolí cap punt pel campionat del món de pilots.

## Resultats a la Fórmula 1
| Any  | Equip               | Xassís    | Motor     | 1      | 2   | 3   | 4   | 5   | 6   | 7       | 8   | 9   | 10  | Posició | Punts |
| ---- | ------------------- | --------- | --------- | ------ | --- | --- | --- | --- | --- | ------- | --- | --- | --- | ------- | ----- |
| 1960 | Scuderia Centro Sud | Maserati  | Maserati  | ARG 14 | MON | 500 | HOL | BEL | FRA | GBR     | POR | ITA | USA | -       | 0     |
| 1962 | Scuderia de Tomaso  | De Tomaso | De Tomaso | HOL    | MON | BEL | FRA | GBR | ALE | ITA NVQ | USA | SUD |     | -       | 0     |

### Resum
| Curses: | Victòries: | Pòdiums: | Poles: | Voltes ràpides: | Punts: |
| ------- | ---------- | -------- | ------ | --------------- | ------ |
| 2       | 0          | 0        | 0      | 0               | 0      |